# Nekromantik 2
Nekromantik 2 (Alternativtitel: Nekromantik 2 – Die Rückkehr der liebenden Toten) von 1991, ist der Nachfolger des 1986 gedrehten Low-Budget-Films Nekromantik. Die Regie führte abermals Jörg Buttgereit.

## Handlung
Monika gräbt den unglücklich verstorbenen Robert (Nekromantik) wieder aus, um ihre Lust an seinem bereits leicht verwesten Körper zu stillen. Einen Tag später, Monika hat die Leiche bereits gereinigt, wird sie im Kino von Mark, dessen Freundin ihn versetzt hat, angesprochen und eingeladen. Aus dem glücklichen Zufall erwächst Liebe und beide werden ein Paar. Hin- und hergerissen zwischen ihrer Liebe zu Robert und Mark entscheidet sich Monika letztlich für den Lebenden. Nur den abgetrennten Penis und Kopf von Robert bewahrt sie auf. Nach einer ersten gemeinsamen Nacht findet Mark die Reste von Robert. Mark, der eine Freundin um Rat ersucht hat, beschließt, Monika mit einer Pizza zu überraschen. Zu Besuch sind bereits einige ihrer Freundinnen, die sich eine Tiersnuff-Dokumentation über die Tötung und Ausweidung von Robben ansehen. Angewidert von den Szenen, geht Mark; doch lässt er sich später wieder zum Finale des Films in Monikas Wohnung locken. Während sich beide beim Sex versöhnen, trennt Monika Mark den Kopf mit einer Handsäge ab, um sodann den bereits stark verwesten Kopf von Robert zu holen und an dessen Stelle zu setzen. Der Penis von Marks Körper wird mit Kabelbinder abgebunden, um einen Rückfluss des Blutes aus den Schwellkörpern zu verhindern. Auf dieser stabilisierten Grundlage reitet sich Monika schließlich zum Orgasmus, um befriedigt neben der toten Chimäre einzuschlafen.

## Rezensionen
„Jörg Buttgereit verbreitet in seinem Film eine totale Ruhe und hat mitunter wirklich lange Sequenzen, die aber trotzdem recht atmosphärisch sind. ‚NEKROMANTIK‘ ist […] Kunst erster Güteklasse.“

„NEKRomantik 2 comes made with a greater sense of professionalism in the production and a greater command of the medium on the part of Buttgereit. But it is also a sequel that, while it tries valiantly, also stands in the shadow of its predecessor.“

„Der Film war schnell im Visier der deutschen Zensoren und Jugendschützer. Es drohte die Beschlagnahmung durch den deutschen Staat, was nur durch den Kniff verhindert werden konnte, den Film offiziell als ‚Kunstfilm‘ zu verkaufen. Damit war Buttgereit zwar nicht glücklich, da es eigentlich kein Kunstfilm sein sollte, aber etwas anderes war nicht machbar. Und den Film zu kürzen kam für ihn gar nicht in Frage.“